# Alexandra Rodionova
Pour les articles homonymes, voir Rodionova.
Alexandra Rodionova (en russe : Александра Васильевна Родионова, Alexandra Vasilyevna Rodionova) née le 2 janvier 1984 à Bratsk est une lugeuse et bobeuse russe.

## Carrière
Elle débute en Coupe du monde en 2002-2003. Elle participe deux fois aux Jeux olympiques en luge simple, en 2006 à Turin et 2010 à Vancouver, où elle termine à une bonne sixième place.
En 2014, elle abandonne la luge pour le bobsleigh après avoir échoué à se qualifier pour les Jeux olympiques de Sotchi.

## Palmarès en bobsleigh

### Championnats monde
- Meilleur résultat individuel : 9e en 2011.
- : médaillé d'argent en équipe mixte aux championnats monde de 2016.
- : médaillé de bronze en équipe mixte aux championnats monde de 2015.

## Palmarès en luge

### Coupe du monde
- Meilleur classement général : 9e en 2010.
  - 2 podiums par équipes.